# Kali Rocha
Kali Michele Rocha (Memphis, Tennessee, 5 de diciembre de 1971) es una actriz estadounidense.

## Biografía
Nació en Memphis, Tennessee y creció en Providence, Rhode Island.
Es conocida como la auxiliar de vuelo que tiene una pelea con el personaje de Ben Stiller en el aeropuerto en la película de 2000 Meet the Parents. Tuvo un papel recurrente en Buffy the Vampire Slayer. Interpretó a la esposa de Stonewall Jackson, Anna, en Gods and Generals. Otras películas incluyen, The Crucible, White Oleander, The Object of My Affection y Ready? OK!. Recientemente ha interpretado a "Marcy Burns" en la sitcom Man with a Plan.
En 2000, creó el papel de Cybil en The Altruist, junto a Eddie Cahill; Veanne Cox, y Sam Robards.
Apareció en Will and Grace, y en Teachers. Luego, apareció en Law & Order: Special Victims Unit como Cindy Marino. Apareció en un episodio de Bones. Notablemente, interpreta a la Dr. Sydney Heron, en Grey's Anatomy.
En 2009, apareció en TiMER.' Ahora interpreta a Karen Rooney, en la serie Liv and Maddie(en español y en Latinoamérica Liv y Maddie), como a la mamá de la familia Rooney ý psicóloga de la escuela secundaria Rigewood.
En enero de 2008, anunció que estaba embarazada.

## Filmografía

### Film
| Año  | Título                        | Rol                   | Notas |
| ---- | ----------------------------- | --------------------- | ----- |
| 1996 | The Crucible                  | Mercy Lewis           |       |
| 1998 | The Object of My Affection    | Melissa Marx          |       |
| 2000 | Autumn in New York            | Shannon               |       |
| 2000 | Meet the Parents              | Asistente de vuelo    |       |
| 2002 | White Oleander                | Susan Valeris         |       |
| 2003 | Gods and Generals             | Anna Morrison Jackson |       |
| 2004 | Stuck                         | Sasha                 | Corto |
| 2004 | Meet the Fockers              | Asistente de vuelo    |       |
| 2005 | Confessions of an Action Star | Beth                  |       |
| 2005 | Bam Bam and Celeste           | Angela                |       |
| 2005 | Seagull                       | Kali                  |       |
| 2006 | Falling for Grace             | Carla                 |       |
| 2006 | Ira & Abby                    | Tracy                 |       |
| 2007 | Dead Write                    | Samantha              |       |
| 2007 | Ripple Effect                 | Alex                  |       |
| 2008 | Over Her Dead Body            | Angel                 |       |
| 2008 | Ready? OK!                    | Hallie Hinton         |       |
| 2008 | John's Hand                   | Terry                 | Corto |
| 2009 | TiMER                         | Patty                 |       |
| 2009 | Stolen                        | Coral                 |       |
| 2010 | Video Night                   | Kali                  | Corto |
| 2011 | Mr. Stache                    | Narradora             | Corto |
| 2011 | Serenity House                | Marnie                | Corto |
| 2012 | Brake                         | Operadora del 911     |       |
| 2014 | Space Station 76              | Donna                 |       |
| 2014 | The Loft                      | Mimi Landry           |       |
| 2016 | Lend a Hand for Love          | Ernestine             | Corto |
| 2016 | Gary Got Involved!            | Vecina                | Corto |

### Televisión
| Año     | Título                            | Rol                     | Notas                                                 |
| ------- | --------------------------------- | ----------------------- | ----------------------------------------------------- |
| 1997    | Liberty! The American Revolution  | Eliza Wilkinson         | Miniserie                                             |
| 1998    | The Love Letter                   | Flossy Whitcomb         | Film para TV                                          |
| 2000    | Buffy the Vampire Slayer          | Cecily Addams           | Episodio: "Fool for Love"                             |
| 2001    | When Billie Beat Bobby            | Connie                  | Film para TV                                          |
| 2001    | Cursed (aka The Weber Show)       | Sophie                  | Episodio: "...And Then Jack Had Two Dates"            |
| 2001    | Becker                            | Kayla                   | Episodio: "Psycho Therapy"                            |
| 2002    | Family Law                        | Kelly Gilbert           | Episodio: "Alienation of Affection"                   |
| 2002    | Hack                              | Joyce                   | Episodio: "All Night Long"                            |
| 2002    | Buffy the Vampire Slayer          | Halfrek                 | 6 episodios                                           |
| 2003    | Crossing Jordan                   | Felix Tate              | Episodio: "Sunset Division"                           |
| 2003    | Will & Grace                      | Stephanie               | Episodio: "Strangers with Candice"                    |
| 2005    | Family Plan                       | Stacy                   | Film para TV                                          |
| 2005    | Without a Trace                   | Liz Murray              | Episodio: "Party Girl"                                |
| 2006    | Teachers                          | Directora Emma Wiggins  | 6 episodes                                            |
| 2006    | Standoff                          | Leanne Benson           | Episodio: "Partners in Crime"                         |
| 2006    | Bones                             | Jackie Swanson          | Episodio: "The Girl with the Curl"                    |
| 2006–07 | Grey's Anatomy                    | Dra. Sydney Heron       | 8 episodios                                           |
| 2007    | Law & Order: Special Victims Unit | Cindy Marino            | Episodio: "Haystack"                                  |
| 2007    | Boston Legal                      | Allison Lovejoy         | Episodio: "Duck and Cover"                            |
| 2007    | The Call                          | Wendy 'La Loba' Wolfram | Film para TV                                          |
| 2008    | Notes from the Underbelly         | Paige Bartlett          | Episodio: "Friends and Neighbors"                     |
| 2009    | Monk                              | Maria Scheter           | Episodio: "Mr. Monk Fights City Hall"                 |
| 2009    | Sherri                            | Summer Dickie           | 13 episodios                                          |
| 2010    | $#*! My Dad Says                  | Roberta                 | Episodio: "You Can't Handle the Truce"                |
| 2011    | Drop Dead Diva                    | Dra. Audrey Foley       | Episodio: "You Bet Your Life"                         |
| 2011    | The Exes                          | Deanna                  | Episodio: "An Inconvenient Tooth"                     |
| 2012    | Modern Family                     | Party Planner           | Episodio: "Leap Day"                                  |
| 2012    | CSI: Crime Scene Investigation    | Ms. Fowler              | Episodio: "Altered Stakes"                            |
| 2012    | Puppy Love                        | Gail                    | Film para TV                                          |
| 2012    | Bits and Pieces                   | Jodi                    | Film para TV (piloto original para Liv and Maddie)    |
| 2013–17 | Liv and Maddie                    | Karen Rooney            | Rol principal                                         |
| 2016–20 | Man with a Plan                   | Marcy Burns             | Recurrente: temporadas 1–2; Principal: temporadas 3–4 |
| 2019    | Harvey Street Kids                | Marie Curie             | Voz invitada                                          |